# Short Sandringham
Le Short Sandringham est un hydravion à coque de ligne quadrimoteur de fabrication britannique. À la différence du Short S.23 Empire de conception proche, le Sandringham n'a pas été construit en tant qu'avion de ligne, il s'agit d'exemplaires d'hydravions militaires Short S.25 Sunderland convertis pour un usage civil.
Le Sunderland a été produit à 749 exemple de 1937 à 1946. C'est un hydravion de patrouille maritime qui joue un rôle capital pendant la guerre de l'Atlantique, notamment en étant l'un des adversaires les plus redoutables des U-boot allemands. 
Pendant la guerre, la BOAC manque d'appareils pour maintenir certaines lignes de passagers et de courrier. La ligne s'étendant vers l'Australie (via l'Égypte, les Indes et Singapour) nécessite des hydravions de par la rareté des aérodromes. BOAC parvient à obtenir quelques Sunderland, qui sont démilitarisés dès leur sortie d'usine, et convertis a minima pour le civil, sous le nom Short Hythe. Quand la guerre prend fin, 29 appareils sont opérationnels. 
Après-guerre, alors que de nombreux Sunderland sont disponibles, Short entreprend une conversion plus complète de l'avion, sous le nom Sandringham. Sept versions différentes de Sandringham sont produites, se distinguant par la version de Sunderland servant de base, et par la motorisation.